# Cantone di Poligny
Il Cantone di Poligny è una divisione amministrativa dell'arrondissement di Lons-le-Saunier.
A seguito della riforma approvata con decreto del 17 febbraio 2014, che ha avuto attuazione dopo le elezioni dipartimentali del 2015, è passato da 28 a 45 comuni.

## Composizione
I 28 comuni facenti parte prima della riforma del 2014 erano:
- Abergement-le-Petit
- Aumont
- Barretaine
- Bersaillin
- Besain
- Biefmorin
- Bonnefontaine
- Brainans
- Buvilly
- Chamole
- Champrougier
- Le Chateley
- Chaussenans
- Chemenot
- Colonne
- Fay-en-Montagne
- Grozon
- Miéry
- Molain
- Montholier
- Neuvilley
- Oussières
- Picarreau
- Plasne
- Poligny
- Tourmont
- Vaux-sur-Poligny
- Villers-les-Bois

Dal 2015 i comuni appartenenti al cantone sono i seguenti 45:
- Baume-les-Messieurs
- Besain
- Blois-sur-Seille
- Blye
- Bonnefontaine
- Briod
- Buvilly
- Chamole
- Chaussenans
- Château-Chalon
- Châtillon
- Conliège
- Crançot
- Domblans
- Fay-en-Montagne
- Le Fied
- Frontenay
- Granges-sur-Baume
- Ladoye-sur-Seille
- Lavigny
- Le Louverot
- La Marre
- Menétru-le-Vignoble
- Mirebel
- Molain
- Montaigu
- Montain
- Nevy-sur-Seille
- Nogna
- Pannessières
- Perrigny
- Picarreau
- Le Pin
- Plainoiseau
- Poids-de-Fiole
- Poligny
- Publy
- Revigny
- Saint-Germain-lès-Arlay
- Saint-Maur
- Vaux-sur-Poligny
- Verges
- Le Vernois
- Vevy
- Voiteur

Dal 1º gennaio 2016 per la fusione dei comuni di Crançot, Granges-sur-Baume e Mirebel nel nuovo comune di Hauteroche, il numero dei comuni è passato a 43.